# Centro Municipal de Cirugía Robótica
El Centro Municipal de Cirugía Robótica , se encuentra ubicado en el Municipio de Malvinas Argentinas, Provincia de Buenos Aires. El centro depende del Hospital Municipal de Trauma y Emergencias Dr. Federico Abete y linda a su vez con el Centro Municipal de Obesidad y Enfermedades Metabólicas Dr. Alberto Cormillot
La presidenta Cristina Fernández participó del acto de inauguración del Centro Municipal de Cirugía Robótica del Municipio de Malvinas Argentinas, en la provincia de Buenos Aires. El lugar está dotado de dos robots quirúrgicos última generación 

## Equipamiento
Los complejos aparatos, que reciben la denominación de Da Vinci, permiten realizar cirugías con enormes ventajas comparativas con respecto a los métodos tradicionales. Puntualmente, estas intervenciones resultan mínimamente invasivas, tienen menores complicaciones, prácticamente no requieren transfusiones sanguíneas, insumen menos medicación para mitigar el dolor, requieren menos tiempo de internación hospitalaria y permiten un brevísima convalecencia.
Está equipado para realizar operaciones de tipo cardíaco, urinario, renal, ginecológico, abdominal, pediátrico, etc.
En toda Latinoamérica hay sólo seis robots Da Vinci en funcionamiento.

## Especialidades y procedimientos
- Cx tórax[3]
- Cx Plástica
- Cx General
- Calidad de Vida
- Dermatología
- Hematología
- Neurocirugía y Neurocirugía de columna
- Neurología
- Otorrinolaringología (cabeza y cuello y oído)
- Proctología
- Traumatología
- Urología
- Gastroenterología
- Vascular periférico